# Assassinato de Shaban al-Dalou
Shaban al-Dalou foi um jovem palestino de 19 anos da Faixa de Gaza morto durante o bombardeio ao Hospital Al-Aqsa [en] pelas Forças de Defesa de Israel em 14 de outubro de 2024. A área havia sido designada como zona segura, o que resultou em uma alta densidade de pacientes e refugiados acampados ao redor do hospital. Autoridades israelenses afirmaram que as tendas ao redor do hospital provavelmente foram incendiadas por explosões secundárias.
A história de Shaban ganhou grande repercussão quando um vídeo começou a circular na internet, mostrando-o deitado em uma cama, com a perna presa, sendo queimado vivo. A mãe de Shaban também foi queimada viva no incêndio. Seus irmãos mais novos e seu pai sofreram queimaduras graves no ataque. Dias após o incidente, em 17 de outubro de 2024, o irmão mais novo de Shaban, Abdul Rahman al-Dalou, de 11 anos, faleceu devido às queimaduras severas. A irmã mais nova de Shaban, Farah al-Dalou, também faleceu em 22 de outubro, devido às queimaduras graves sofridas no ataque.

## Vida
Shaban nasceu em 16 de outubro de 2004. Ele tinha dois irmãos e duas irmãs. Segundo sua mãe, ele havia memorizado o Alcorão de cor. No exame final de qualificação para a universidade, Tawjihi [en], Shaban obteve 97,9%. Ele começou a estudar engenharia de software na Universidade Al-Azhar em Gaza em setembro de 2023. Shaban gostava de jogar Pro Evolution Soccer e FIFA no PlayStation. Era um apaixonado por futebol, jogando com amigos em quadras de cinco em Gaza. Fã do Real Madrid, seu jogador favorito era Karim Benzema. Sua comida favorita era pizza de vegetais do Restaurante Al-Taboon, em Gaza. Shaban se inscreveu em universidades no Reino Unido, Irlanda e Qatar para continuar seus estudos.
Antes de chegar ao Hospital Al-Aqsa, Shaban e sua família foram deslocados seis vezes. O pai de Shaban era taxista, e sua mãe, babá. Após a casa da família ser bombardeada pelas FDI, Shaban criou uma página no GoFundMe para arrecadar fundos para a evacuação de sua família de Gaza. Como o mais velho de cinco irmãos, Shaban era o principal provedor da família, iniciando uma barraca de falafel perto do hospital. Ele também montou a tenda onde sua família estava abrigada. Uma semana antes de sua morte, Shaban sobreviveu ao bombardeio das FDI à mesquita Shuhada al-Aqsa [en] e foi transferido para o Hospital Al-Aqsa para receber tratamento.

## Reações
A morte de Shaban foi vista por milhões de pessoas ao redor do mundo, gerando indignação e aumentando as preocupações sobre a conduta de Israel em Gaza.

### Família
- O pai de Shaban declarou: "Meu filho estava sendo queimado diante de mim".[15]
- O irmão mais novo de Shaban relatou que quis entrar nas chamas para tentar resgatar seu irmão, mas foi impedido por outros feridos, que temiam por sua vida: "Eu estava gritando para alguém me soltar, mas em vão… A perna do meu irmão estava presa, e ele não conseguia se libertar. Acho que vocês viram no vídeo. Ele estava levantando a mão. Aquele era meu irmão. Ele era meu apoio neste mundo. [...] Vi meu irmão queimar diante de mim, e minha mãe também. O que mais vocês precisam, e continuam em silêncio? Vocês nos veem queimando, e permanecem em silêncio."[6]

### Israel
Em 18 de outubro de 2024, o porta-voz do governo israelense, David Mencer, foi entrevistado na LBC [en] pelo apresentador Ben Kentish, que perguntou sobre as circunstâncias da morte de Shaban. Mencer afirmou que o vídeo da morte de Shaban era fabricado e um exemplo de Pallywood: "Essa história em particular, eu vi, vi com meus próprios olhos, sendo fabricada, com uso de modelos, esse tipo de história sendo criada, fabricada para incentivar a indignação mundial."

### Figuras públicas
- Cori Bush, Deputada dos EUA: "Não há palavras poderosas o suficiente para capturar a agonia de seres humanos sendo massacrados e queimados vivos. Os EUA estão financiando e armando o extermínio do povo palestino pelo exército israelense. Isso é inadmissível."[17]
- Sonny Bill Williams, jogador de rugby da Nova Zelândia: "Estão queimando pessoas vivas, mas alguns de vocês ainda têm medo de se pronunciar."[17]
- Ione Belarra [en], primeira secretária geral do Unidas Podemos, exibiu fotos de Shaban al-Dalou em vida e outra dele queimando, exigindo que o primeiro-ministro da Espanha, Pedro Sánchez, imponha um embargo de armas a Israel.[18]
- Omar Suleiman [en], estudioso americano: "Seu nome era Shaaban. Ele era amado por sua família e amigos, um memorizador do Alcorão. Seu nome remete ao mês que, na tradição islâmica, é chamado de mês esquecido. Que ele nunca seja esquecido."[17]
- Roger Waters, baixista do Pink Floyd: "Acabei de assistir ao vídeo do jovem queimando na tenda… Israel é um estado genocida repugnante, além de qualquer coisa."[17]
- Fundo das Nações Unidas para a Infância: "Hoje, nossas telas foram mais uma vez preenchidas com relatos horríveis de crianças mortas, queimadas, e famílias emergindo de tendas bombardeadas em Gaza. Isso deveria chocar o mundo até o cerne."[17]